# 正项式
正项式（英语：posynomial）是一种具有以下形式的函数：
{\displaystyle f(x_{1},x_{2},\dots ,x_{n})=\sum _{k=1}^{K}c_{k}x_{1}^{a_{1k}}\cdots x_{n}^{a_{nk}}}
其中系数{\displaystyle c_{k}}和{\displaystyle x_{i}}均为正实数，指数项{\displaystyle a_{ik}}为实数。正项式对于加法、数乘和非负的伸缩变换是封闭的。
例如
{\displaystyle f(x_{1},x_{2},x_{3})=2.7x_{1}^{2}x_{2}^{-1/3}x_{3}^{0.7}+2x_{1}^{-4}x_{3}^{2/5}}
即為正项式。
正项式和多變數的多項式不同。多項式的幂次需為非負的整數，但其係數和自變數可以為任意實數。正项式則不同：幂次可以任意實數，但係數和自變數需為正的實數。此名詞是由Richard Duffin、Elmor L. Peterson和克拉倫斯·齊納在幾何規劃的書中開始使用的。
正项式是signomial中的特例，後者沒有限制{\displaystyle c_{k}}需為正數。

## 外部連結
- S. Boyd, S. J. Kim, L. Vandenberghe, and A. Hassibi, A Tutorial on Geometric Programming